# 大使路
大使路是马来西亚吉隆坡端姑阿都哈林路贯穿的一个区域。该区域从古晋路环岛延伸，衔接高架立交桥，通往怡保路，最后到达与马哈美鲁路接壤的国会大厦。
大使路的地标建筑物包括联邦直辖区清真寺、联邦政府大楼、国家档案馆、吉隆坡法庭大楼、国家皇宫、马来西亚对外贸易发展局会展中心、吉隆坡联邦直辖区教育局、马来西亚考试局、国家体育理事会、敦拉萨曲棍球场、印度高级专员署和马来西亚伊斯兰知识研究所。

## 国会选区
大使路邻近的住宅区包括大使花园（Taman Duta）、大使马士（Dutamas）、肯尼山庄（Kenny Hills）和肯尼高原（Kenny Heights），大部分位于泗岩沫选区。

## 交通
南北大道北段以大使路收费站（Plaza Tol Jalan Duta）为终点，衔接西部疏散大道通往满家乐、金地花园和敦依斯迈花园；以及衔接市区公路通往吉隆坡市中心。大使路巴士停靠站（Hentian Duta）是从吉隆坡向北马行驶的长途巴士总站，北上目的地包括槟城、霹雳、吉打和玻璃市。

### 公共交通
- KA05  泗岩沫站（英语：Segambut Komuter station）（KTM Segambut）
- 快捷通巴士T821从 SBK14  士曼丹站（MRT Semantan）

### 高速公路
- 新巴生河流域大道（NKVE）衔接南北大道北段（PLUS utara）
- 西部疏散大道（英语：Sprint Expressway）（SPRINT）
- 大使路—淡江大道（DUKE）